# ام‌وی اورینتال دراگون
ام‌وی اورینتال دراگون (به انگلیسی: MV Oriental Dragon) به معنی اژدهای شرقی یک کشتی است که طول آن ۱۷۱٫۶۹ متر (۵۶۳٫۲۹ فوت) می‌باشد. این کشتی در سال ۱۹۷۱ ساخته شد.